# Кулига (Верхнетоемский район)
Кулига — деревня в Верхнетоемском муниципальном округе Архангельской области России.

## География
Деревня находится в юго-восточной части Архангельской области, в подзоне средней тайги, в пределах северной окраины Восточно-Европейской равнины, на правом берегу Северной Двины, на расстоянии примерно 2 километров (по прямой) к западу от села Верхняя Тойма, административного центра округа. Абсолютная высота — 57 метров над уровнем моря.

### Часовой пояс
Кулига, как и вся Архангельская область, находится в часовой зоне МСК (московское время). Смещение применяемого времени относительно UTC составляет +3:00.

## Население
| 2002 | 2010 | 2012 |
| ---- | ---- | ---- |
| 0    | ↗2   | ↘0   |